# جمال بن عمری
جمال بن عمری (عربی: جمال الدين بن العمري؛ زادهٔ ۲۵ دسامبر ۱۹۸۹) بازیکن فوتبال اهل الجزایر است.
از باشگاه‌هایی که در آن بازی کرده‌است می‌توان به باشگاه فوتبال وفاق سطیف، باشگاه فوتبال نصر حسین دای، و باشگاه فوتبال القبائل اشاره کرد.
وی همچنین در تیم‌های ملی فوتبال زیر ۲۳ سال الجزایر و الجزایر بازی کرده‌است.